# Elias Cairel
Elias Cairel (o Cayrel) (fl. 1204-1222) fou un trobador occità. Se'n conserven catorze composicions.

## Vida
No es tenen dades d'aquest trobador en documents d'arxiu. En canvi, es conserven dues redaccions de la vida, una bastant despectiva i l'altra que sembla feta per esmenar la primera. Segons la primera vida, era originari de Sarlat, al Perigord (la segona només indica Perigord) i era orfebre d'or i argent i dissenyador d'armes i es feu joglar. Les dues vides coincideixen en fer-lo viatger. Segons l'editora de principis del segle xx, hauria estat a Romania (Imperi grec; tal com diu una de les vides), a la cort de Lleó i a Itàlia. Mentre que la primera vida el considera un mal trobador, un mal músic i un mal cantaire, la segona en parla més positivament afegint que no fou prou valorat com es mereixia perquè menyspreava els barons.

## Obra

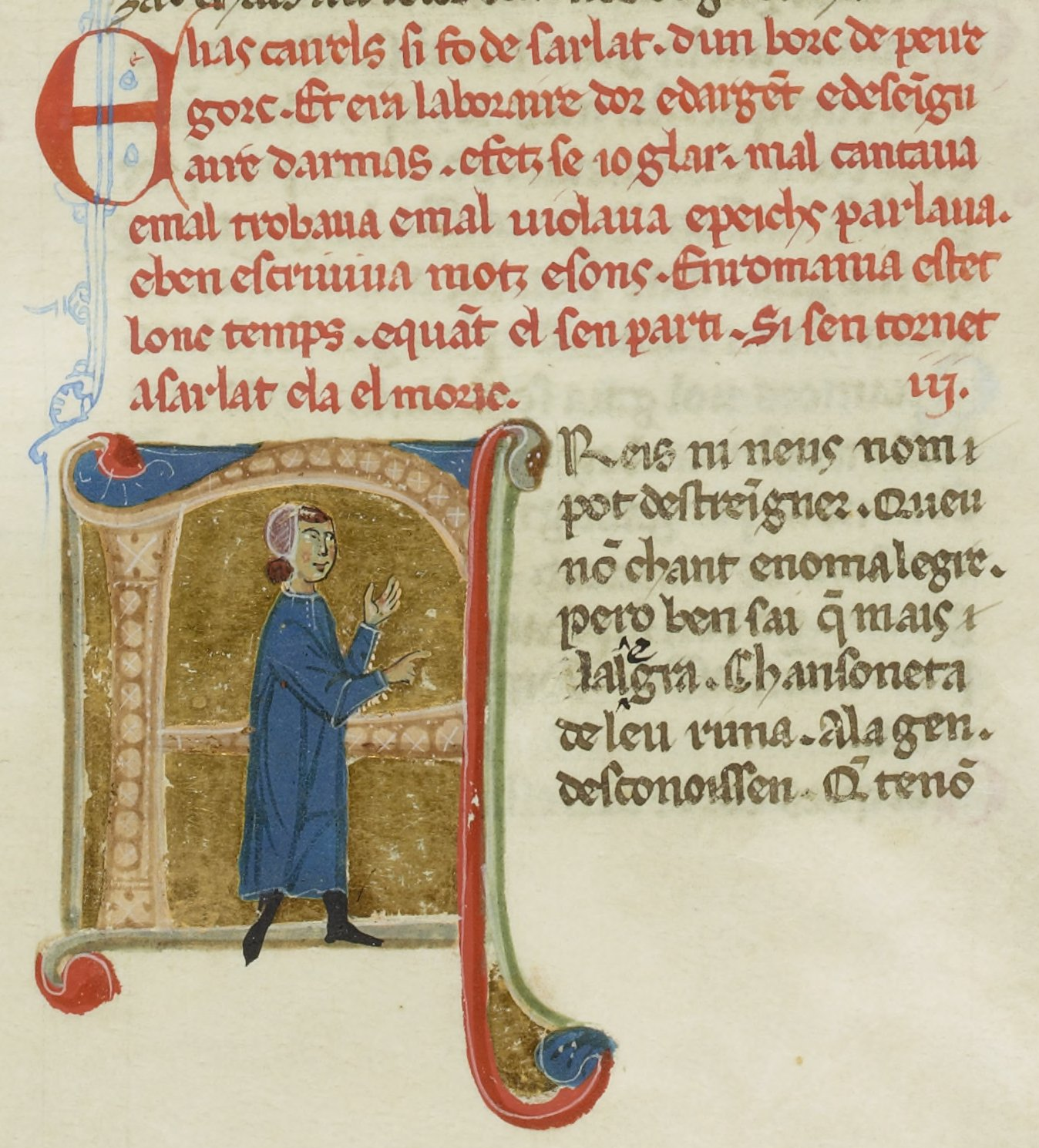
BnF ms. 854 fol. 106, cançoner I

Es conserven 14 composicions d'Elias Cairel: deu cançons, una tençó, un descort, un sirventès contra Guillem IV de Montferrato i una cançó de croada. La tençó és amb una trobairitz anomenada Ysabel; aquesta dama també és mencionada en altres tres composicions d'Elias Cairel, però no ha estat identificada amb seguretat. Sembla que Elias Cairel tingué també relació amb el trober Conon de Bethune a qui dirigeix una cançó ((133,3) Estat ai dos ans).

### Cançons
- (133,1)[3] Abril / ni mai / non aten /de far vers
- (133,2) Ara non vei puoi ni comba
- (133,3) Estat ai dos ans
- (133,4) Freitz (Frechs) ni ven no m pot destrenher
- (133,5) Lo rossinhols canta tan doussamen
- (133,6) Mout mi platz lo doutz temps d'abril
- (133,8) Per mantener joi e can e solatz
- (133,12) Si com cel que sos companhos
- (133,13) So que m sol dar alegransa
- (133,14) Totz mos cors e mos sens

### Cançó de croada
- (133,11) Qui saubes dar tan bo conselh denan

### Descort
- (133,10) Quan la freidors irais l'aura doussana

### Tençó
- (133,7 = 252,1) N'Elyas Cairel, de l'amor (amb Ysabel, una trobairitz)

### Sirventès
- (133,9) Pos cai la fuolha del garric

### Edicions
- Hilde Jaeschke, Der Trobador Elias Cairel, Berlin, 1921 (Romanische Studien 20)
- Giosuè Lachin, Il trovatore Elias Cairel, Mòdena, Mucchi, 2004 (edició crítica moderna)

### Repertoris
- Guido Favati (editor), Le biografie trovadoriche, testi provenzali dei secc. XIII e XIV, Bologna, Palmaverde, 1961, pàg. 305
- Alfred Pillet / Henry Carstens, Bibliographie der Troubadours von Dr. Alfred Pillet […] ergänzt, weitergeführt und herausgegeben von Dr. Henry Carstens. Halle : Niemeyer, 1933 [Elias Cairel és el número PC 133]
- Martí de Riquer, Vidas y retratos de trovadores. Textos y miniaturas del siglo XIII, Barcelona, Círculo de Lectores, 1995 p. 129-132 [Reproducció de la vida, amb traducció a l'espanyol, i miniatures dels cançoners I i K]